# Heat (EP)
Heat, estilizado en mayúsculas, es el primer EP íntegramente en inglés del grupo femenino surcoreano I-dle. Fue lanzado por Cube Entertainment y 88rising el 6 de octubre de 2023. El miniálbum contiene cinco pistas, incluido su sencillo principal titulado «I Want That» y el sencillo prelanzado «I Do».

## Antecedentes y lanzamiento
El 11 de julio de 2023, la compañía musical asiática 88rising, que ha colaborado con artistas como Jackson Wang, BIBI y Chungha, entre otros, anunció a través de sus redes sociales oficiales el lanzamiento del sencillo «I Do» del grupo femenino I-dle, perteneciente al sello discográfico Cube Entertainment, para el día 14 de julio del mismo año. Junto con ello, se dio a conocer que el sencillo forma parte del nuevo miniálbum del grupo surcoreano, titulado Heat, ha ser lanzado el 10 de septiembre de 2023 y que corresponde al primer EP en inglés de (G)I-dle, luego de una nueva asociación entre la compañía de música enfocada en Asia y el sello del grupo femenino Cube Entertainment. 88rising actúa además como coproductor ejecutivo del próximo EP.
«Estamos muy ilusionados con el lanzamiento de 'Heat', que será nuestro primer EP íntegramente en inglés», declaró a Billboard Ahn Woo-hyun, director ejecutivo de Cube Entertainment. «'Heat' trata de la confianza en uno mismo y de llevar el espíritu de un verano interminable a todas partes. Esperamos que el lanzamiento de 'Heat' nos permita llevar el mensaje y la misión de (G)I-dle a todo el mundo». Por su parte, Sean Miyashrio, fundador y director ejecutivo de 88rising, declaró que «soy fan de (G)I-dle desde hace mucho tiempo porque, creativamente, están muy en sintonía e implicados con la música y el material que sacan. Me sentí realmente honrado de que estuvieran abiertos a colaborar con nosotros».

## Lista de canciones
| CD / Descarga digital |               |                                                                                            |                          |          |  |
| N.º                   | Título        | Escritor(es)                                                                               | Productor(es)            | Duración |  |
| 1.                    | «I Do»        | Imad Royal Rogét Chahayed Blaise Railey Drew Love                                          | Chahayed Royal           | 3:10     |  |
| 2.                    | «I Want That» | Michel «Lindgren» Schulz Madison Love Melanie Joy Fontana Ryan Tedder                      | Lindgren                 | 2:51     |  |
| 3.                    | «Eyes Roll»   | J. Lauryn Meghan Trainor Ryan Trainor KNY Factory Park Young-bin Soke                      | Banx & Ranx Chasu        | 3:17     |  |
| 4.                    | «Flip It»     | Alexis «8ae» Boyd Blaise Railey Evan Gartner Gabriella Grombacher J. Lauryn Lucas Macaluso | Gartner Lou Caluso       | 2:56     |  |
| 5.                    | «Tall Trees»  | Johnathan Bellion Johnny Simpson Scotty Dittrich                                           | Bellion Simpson Dittrich | 2:45     |  |
| 15:01                 |               |                                                                                            |                          |          |  |

## Reconocimientos

### Premios y nominaciones
| Año  | Evento                | Premio                           | Resultado | Ref.  |
| ---- | --------------------- | -------------------------------- | --------- | ----- |
| 2023 | China Year End Awards | Álbum femenino más vendido       | Nominado  | [ 7 ] |
| 2023 | China Year End Awards | Álbum K-Pop más vendido          | Nominado  | [ 7 ] |
| 2023 | China Year End Awards | Álbum K-Pop femenino más vendido | Nominado  | [ 7 ] |
| 2023 | China Year End Awards | Álbum de un grupo más vendido    | Nominado  | [ 7 ] |

## Historial de lanzamiento
| País           | Fecha                    | Formato                       | Sello                        |
| -------------- | ------------------------ | ----------------------------- | ---------------------------- |
| Estados Unidos | 10 de septiembre de 2023 | CD Descarga digital streaming | Cube Entertainment, 88rising |